# Olof Sköldberg
Per Olof Sköldberg (Kristinehamn, 19 gennaio 1910 – Stoccolma, 16 luglio 1979) è stato un tiratore a segno svedese.

## Palmarès

### Olimpiadi
- 2 medaglie:
  - 2 argenti (Helsinki 1952 nel bersaglio mobile 100 metri; Melbourne 1956 nel bersaglio mobile 100 metri)